# Chamkaur

Chamkaur est une petite ville dans le district de Ropar au Penjab. Le site est connu pour avoir été un des lieux les plus importants dans les combats entre les forces du dixième Guru, Guru Gobind Singh, et l'armée des Moghols entre 1703 et 1705 ; deux batailles célèbres ont surtout marqué les esprits ; six temples sikhs dans la ville commémorent ces luttes.
Trois membres historiques de la cérémonie fondatrice du Khalsa : Mokkam Singh, Sahib Singh et Himmat Singh, aussi bien que deux des fils du Guru : Ajit Singh et Jughar Singh, sont morts durant ces batailles.